# Project Prevention
Bei Project Prevention (vormals C.R.A.C.K., Abkürzung für Children Requiring a Caring Community) handelt sich um ein umstrittenes Programm zur Verhinderung der Geburt drogen- und alkoholgeschädigter Kinder. Das Projekt läuft in allen Bundesstaaten der USA. Drogen- und alkoholabhängigen Frauen und Männern wird Geld dafür geboten, wenn sie sich sterilisieren lassen oder eine andere Form der Langzeitverhütung wie etwa die Dreimonatsspritze wählen. Bis zum Oktober 2010 hatten sich nach Angabe von Project Prevention 3600 Personen bezahlen lassen.

## Geschichte
Das Projekt wurde von Barbara Harris gestartet. Harris und ihr Mann nahmen 1990 ein 8-monatiges Mädchen in Pflege. Wie sie erfuhren, war dieses das fünfte Kind einer drogenabhängigen Frau. Vier Monate später erfuhren sie, dass diese wieder schwanger war und adoptierten auch noch dieses Kind. Dies passierte insgesamt noch zweimal.
Harris versuchte daraufhin auf die kalifornische Gesetzgebung einzuwirken. Sie wollte ein Gesetz, welches drogensüchtige Frauen zwingt zu verhüten. Sie war jedoch nicht erfolgreich. Daraufhin entschied sich Harris, drogensüchtige Frauen für das Verhüten zu bezahlen.

## Kritik
Harris wurden eugenische Motive und Rassismus unterstellt. Kritiker warfen ihr vor, dass sie den Frauen nicht helfe ihre Drogensucht aufzugeben. Lynn Paltrow, Exekutivdirektorin der Gesellschaft „National Advocates for Pregnant Women“ warf Harris vor, dass sie wahrscheinlich den Gedanken hegen würde, Drogensüchtige wären es nicht wert sich fortzupflanzen. Dr. Van Dunn von der New York City Health and Hospitals Corporation kritisierte das Projekt. „Einer armen Frau Geld zu bieten, damit sie ihre reproduktiven Rechte aufgibt, ist unethisch“, so Vann Dunn. Harris hat die Vorwürfe zurückgewiesen.